# Mittag-Lefflerpolynom
Inom matematiken är Mittag-Lefflerpolynom polynomen gn(z) som studerats av den svenske matematikern Gösta Mittag-Leffler. Polynomen ges av
{\displaystyle \displaystyle (1+t)^{z}(1-t)^{-z}=\sum _{n}g_{n}(z)t^{n}}